# Sora Amamiya
Sora Amamiya (雨宮 天?, Amamiya Sora; Tokyo, 28 agosto 1993) è una doppiatrice e cantante giapponese affiliata alla Music Ray'n.

## Biografia
Amamiya decise di diventare una doppiatrice al secondo anno di liceo, quando vide una collezione di video dei ruoli interpretati da Miyuki Sawashiro. Insieme a Momo Asakura e Shiina Natsukawa, passò poi le audizioni della Music Ray'n nel 2011 e fece il suo debutto nel 2012. Il suo primo ruolo da protagonista fu Kaori Fujimiya nella serie televisiva anime Isshūkan friends. del 2014, occasione in cui cantò anche la sigla finale Kanade (奏? lett. "Sinfonia"), cover del singolo del 2004 dei Sukima Switch. Nel mese di luglio dello stesso anno, Amamiya ottenne il ruolo di Akame nella serie anime Akame ga Kill!, debuttando ufficialmente come cantante della Music Ray'n col singolo Skyreach. Verso fine anno, formò invece il trio TrySail. con Natsukawa e Asakura, che pubblicò il suo primo singolo Youthful Dreamer, usato come sigla di apertura dell'anime Denpa kyōshi, il 13 maggio 2015. Nel marzo 2015 Amamiya, Reina Ueda e Aya Suzaki furono riconosciute come miglior nuove doppiatrici al nono Seiyū Awards.

## Ruoli

### Serie TV anime
2012
- Aikatsu! (Hayase Konatsu, Wakaba Kuze, Yuna Nakayama)
- Shinsekai yori (Misuzu)

2013
- Gaist Crusher (Hisui Midori)
- Log Horizon (Liliana)
- Majestic Prince (Rona)
- Sekai de ichiban tsuyoku naritai! (Aika Hayase)

2014
- Akame ga Kill! (Akame)[5]
- Aldnoah.Zero (Asseylum Vers Allusia)[10]
- Blade & Soul (Jin Hazuki)
- Mahōka kōkō no rettōsei (Honoka Mitsui)
- Isshūkan friends. (Kaori Fujimiya)[11]
- Nanatsu no taizai (Elizabeth Lyonesse)
- Tokyo Ghoul (Tōka Kirishima)
- Madan no ō to Vanadis (ragazza che parla a Tigre nell'ep 8)

2015
- Aldnoah.Zero 2 (Asseylum Vers Allusia)
- Classroom Crisis (Iris Shirasaki)[12]
- Denpa kyōshi (Minako Kanō)
- Monster musume no iru nichijō (Miia)[13]
- Ninja Slayer From Animation (Yamoto Koki)
- Plastic Memories (Isla)[14]
- Punch Line (Mikatan Narugino)
- Tokyo Ghoul √A (Tōka Kirishima)[15]

2016
- Bungo Stray Dogs (Elise)
- Divine Gate (Yukari)[16]
- High School Fleet (Moeka China)[17]
- Izetta: The Last Witch (Sophie)
- Kono subarashii sekai ni shukufuku o! (Aqua)[18]
- Puzzle & Dragons X (Sonia)
- Qualidea Code (Aoi Yaegaki)
- Nanatsu no taizai: seisen no shirushi (Elizabeth Lyonesse)
- WWW.Working!! (Shiho Kamakura)

2017
- Hand Shakers (Musubu Takatsuki)
- Kono subarashii sekai ni shukufuku o! 2 (Aqua)

2018
- Overlord (Crusch Lulu)
- Killing Bites - Morsi Assassini (Hitomi Uzaki)

2019
- How Heavy Are the Dumbbells You Lift? (Akemi Soryuin)[19]

2020
- Science Fell in Love, So I Tried to Prove It (Ayame Himuro)
- Appare-Ranman (Lian Jing Xia)
- Rent A Girlfriend (Chizuru Mizuhara)
- My Next Life as a Villainess: All Routes Lead to Doom![20] (Keith Claes da bambino)

2021
- Mieruko-chan (Miko Yotsuya)[21]
- My Next Life as a Villainess: All Routes Lead to Doom! X (Keith Claes da bambino)

2022
- Akebi's Sailor Uniform (Erika Kizaki)[22]
- Heroines Run the Show! (Sena Narumi)
- Science Feel in Love, So I Tried to Prove It[23] (Ayame Himuro)
- Rent A Girlfriend[23] (Chizuru Mizuhara)
- Call of the Night (Nazuna Nanakusa)

2023
- Spy Classroom  (Lily Giardin Fiorito)
- Insomniac After School (Haya Magari)
- Kubo Won't Let Me Be Invisible (Saki Kubo)
- Rent A Girlfriend[24] (Chizuru Mizuhara)
- I tormenti della vampira reclusa (Millicent Bluenight)[25]

2025
- Medaka Kuroiwa Is Impervious to My Charms (Asahi Shonan)[26]

### Animazione cinematografica
- The Idolmaster Movie: kagayaki no mukōgawa e! (2014) (Shiho Kitazawa)
- Kokoro ga sakebitagatterun da. (2015) (Natsuki Nitō)
- Gekijōban Date A Live: Mayuri Judgement (2015) (Mayuri)
- Zutto mae kara suki deshita: kokuhaku jikkō iinkai (2016) (Sena Narumi)[27]
- Gekijōban mahōka kōkō no rettōsei: Hoshi o yobu shōjo (2017) (Honoka Mitsui)[28]

### Videogiochi
- The Idolmaster Million Live! (Shiho Kitazawa)
- Gaist Crusher (Hisui Midori)
- Freedom Wars (Shizuka "Faker" Laurent)
- Mahōka kōkō no rettōsei: Lost Zero (Mitsui Honoka)
- Mahōka kōkō no rettōsei: Out of Order (Mitsui Honoka)
- Battle Girl High School (Narumi Haruka)
- Granblue Fantasy (Dorothy, Filene, Morrigna)
- Freedom Wars (Shizuka "Faker" Roland)
- Nanatsu no taizai: pocket no naka no kishi-dan (Elizabeth Lyonesse)
- Nanatsu no taizai: shinjitsu no enzai (Elizabeth Lyonesse)
- Fate/Grand Order (Lancer/Valkyrie Thrud)
- Twilight Lore (Abbey)
- Etrian Odyssey V: Beyond the Myth (Solor)
- World of Final Fantasy (Reynn)
- Dissidia Final Fantasy: Opera Omnia (Reynn)
- Fire Emblem Heroes (Eir, Dorothy)
- Konosuba: God's Blessing on this Wonderful World! Judgment on this Greedy Game! (Aqua)
- Azur Lane (HMS Illustrious, FFNF Le Triomphant, HMS Little Illustrious)
- Million Arthur: Arcana Blood (Unique Snow White, Monarch Constatine)
- Dragon Quest Rivals (Serena)
- Princess Connect! Re:Dive (Miyako)
- Shin Megami Tensei: Liberation Dx2 (Rika Ryuzouji)
- The King of Fighters: All Star (Elizabeth Lyonesse)
- Dragalia Lost (Louise)
- Disgaea RPG (Elizabeth Lyonesse)
- Konosuba: God's Blessing on this Wonderful World! Labyrinth of Hope and the Gathering of Adventurers (Aqua)
- Pokémon Masters EX (Ibis, Azzurra)
- Dragon Quest XI S: Echi di un'era perduta - Edizione Definitiva (Serena)
- Persona 5 Royal (Kasumi/Sumire Yoshizawa)
- Konosuba: God's Blessing on this Wonderful World! Love for this Tempting Attire! (Aqua)
- Rune Factory 5 (Alice)
- Goddess of Victory: Nikke (Maxwell, Crow)
- Persona 5 Tactica (Kasumi Yoshizawa)

## Discografia

### Singoli
- 2014 - Skyreach
- 2014 - Tsukiakari (月灯り?)
- 2015 - Yume Miru Two Hand, lyrics di Atsushi Maekawa, per l'anime Otaku Teacher
- 2015 - Velvet Rays